# The Kite Runner
The Kite Runner (no Brasil: O Caçador de Pipas; em Portugal: O Menino de Cabul) é um romance do escritor afegão-americano Khaled Hosseini. Publicado em 2003, é o primeiro romance criado por Hosseini, e foi adaptado a um filme de mesmo título em 2007.
Na obra, o contraste entre as personalidades de Amir, o protagonista, e Hassan, seu amigo de infância, acaba estabelecendo um contraponto entre covardia e coragem, traição e lealdade. Além disso, o livro aborda questões como: amizade, relação pai-filho, discriminação, eugenia, estupro, cultura e história afegãs, refugiados, Guerra Fria, pedofilia, talibã, etc. 

Dessa maneira, O Caçador de Pipas é uma obra excelente para introduzir o leitor à história do Afeganistão, bem como para proporcionar àqueles que a leem a reflexão quanto à importância de determinados valores.

## Introdução
O Caçador de Pipas conta a história de Amir, um garoto rico de Cabul, no Afeganistão, que é atormentado pela culpa de ter traído seu criado e melhor amigo, Hassan, filho de Ali, também empregado do seu pai. A história tem como cenário uma série de acontecimentos políticos tumultuosos, que começa com a queda da monarquia do Afeganistão em Julho de 1973, com deposição do rei Zahir Shah; golpe de estado comunista, em abril de 1978; invasão soviética, em Dezembro de 1979; a consequente massa de emigrantes refugiados para o Paquistão e para os EUA e a implantação do regime Militar pelo Talibã.

## Sinopse
Amir era um garoto que cresceu no Afeganistão. A mãe desse rapaz morreu durante o seu parto. A relação entre ele e seu pai (Baba) é formal demais, de modo que pouco afeto é transmitido de um para o outro. Amir chega a pensar que é responsável por tal frieza, sentindo-se culpado, por exemplo, pela morte da mãe. 
Seu melhor amigo é Hassan, um garoto hazara de lábio leporino, filho do empregado da família, Ali. Esse menino vivia com seu pai numa cabana, em meio ao jardim da casa de Amir. A mãe de Hassan, Sanaubar, havia fugido com uma trupe de cantores e dançarinos ambulantes, de modo que ele não teve contato com a figura materna. Hassan e seu pai eram hostilizados, devido à sua etnia (hazara) e corrente religiosa (xiita), por membros da etnia predominante em Cabul, os pashtuns sunitas. Ademais, a paralisia congênita de Ali e uma atrofia muscular, oriunda da pólio, que também o acometera eram motivo de desprezo por Hassan e seu pai. 
Amir não entendia o apreço que seu pai demonstrava ter por Hassan, afeto esse que resultou numa plástica, paga por Baba, para corrigir o defeito de nascença do garoto, quando este fez doze anos. 
O amigo de Amir é um dos destaques do anual campeonato de pipas, que marca o início do inverno em Cabul. Amir é campeão na competição e Hassan é um talentoso caçador de pipas, alguém que apanha as pipas caídas para exibi-las como troféus. 
Aos doze anos, Amir finalmente ganha a estima do seu pai por ter vencido a competição. Infelizmente, quando Hassan corre para apanhar a última pipa, ele encontra Assef, um garoto sociopata de tendência nazista. Amir vai à procura do seu amigo e acaba testemunhando Hassan sendo brutalmente violentado por Assef. Falta, a Amir, coragem para intervir e ele prefere manter seu conhecimento sobre o fato em segredo. No entanto, a culpa que ele passou a sentir perante à sua inatividade naquele momento envenenava lentamente o seu relacionamento com Hassan. 
No seu aniversário de treze anos, Amir recebe diversos presentes do seu pai e dos amigos deste. Entretanto, um deles é particularmente especial: um caderno em branco que ganhara do amigo e sócio do seu pai, Rahim Khan, para quem escrevia suas histórias. 
Não podendo mais tolerar a presença de Hassan em sua casa, Amir prepara uma armadilha para seu amigo, escondendo dinheiro e um relógio de pulso sob o colchão de Hassan para incriminá-lo. Apesar de ser inocente, Hassan prefere confessar o roubo a complicar seu amigo. Ali se sente forçado a deixar a família, a qual serviu durante muitos anos, e se mudar para a remota Hazarajat, apesar dos protestos e lágrimas de Baba. Ainda que Amir nunca mais tivesse visto Hassan novamente, ele se vê constantemente atormentado por tê-lo traído. 
Em 1980, Amir e seu pai deixam o Afeganistão, vão para Peshawar, no Paquistão, e, em seguida, para os EUA, escapando do novo regime soviético.
Em 1984, Amir e Baba estão morando em Fremont, Califórnia, EUA. Baba trabalha em um posto de gasolina e ganha um dinheiro extra vendendo sucatas em uma feira aos domingos, almejando pôr seu filho numa faculdade. Baba é diagnosticado com um câncer no pulmão. Amir conhece Soraya Taheri, com quem se casa mais tarde. Eles têm um casamento tradicional. Soraya se muda para a casa de Amir e cuida de Baba até ele morrer. 
Os anos se passam. Amir embarca em uma bem-sucedida carreira como romancista. Ele e Soraya não podem ter filhos e relutam em adotar uma criança.
Em 1999, quinze anos depois da morte de Baba, Amir recebe um telefonema de Rahim Khan, que vivia em Peshawar. Amir viaja para o Paquistão para encontrá-lo. Rahim revela a Amir tudo o que aconteceu no Afeganistão depois da guerra civil. 
Rahim se mudou para o antigo casarão de Baba, levando consigo Hassan, a mulher e o filho de Hassan, Sohrab. Dez anos depois, ele deixa Cabul e vai para o Paquistão. Hassan e sua mulher foram assassinados por um soldado taliban. Seu filho foi levado para um orfanato.
Rahim Khan pede a Amir que ele retorne ao Afeganistão para resgatar Sohrab. Para persuadi-lo, Rahim revela um segredo de família: Ali era estéril e Baba era o verdadeiro pai de Hassan, fazendo com que Amir e Hassan fossem meio-irmãos e Sohrab fosse meio-sobrinho de Amir.
Após relutar muito, Amir retorna a uma Cabul controlada pelo Taliban para procurar por seu sobrinho. Ele localiza o orfanato e é informado que o garoto fora levado por um oficial Taliban, que o usa como escravo sexual. Amir acha o oficial e pergunta por Sohrab, no entanto, o oficial é Assef. Eles brigam na frente do garoto e, se não fosse Sohrab ameaçando atirar no olho esquerdo de Assef com um estilingue e cumprido sua ameaça, Amir teria morrido.
Amir e Sohrab fogem para o Paquistão, onde ele decide adotar o garoto, mas encontra a oposição das autoridades americanas locais. Amir conta a Sohrab que talvez tenha de colocá-lo em um orfanato temporariamente. Com medo de receber o mesmo tratamento cruel que recebera no Afeganistão, Sohrab  tenta o suicídio ao cortar seus pulsos. Amir descobre Sohrab a tempo, quando corre para contá-lo que sua mulher, nos EUA, encontrou uma forma de levar o garoto para a América.
O livro acaba com Amir e Sohrab de volta aos EUA. Sohrab está emocionalmente abalado e procura não falar. O dia de ano novo afegão é celebrado com uma competição de pipas, e Amir compra uma. Ele usa uma  das antigas manhas de Hassan para derrubar uma pipa adversária. Nesse momento, um pequeno sorriso de Sohrab enche Amir de alegria: uma pipa voando foi o começo do descogelamento das emoções de Sohrab, e Amir, finalmente, se sente libertado da culpa que carregara consigo desde a infância.

## Personagens
- Amir — protagonista, narrador do romance, nascido em 1963, em Cabul, começa como um garoto rico no monárquico Afeganistão e depois migra para a América, como consequência da queda da monarquia. Amir é meio-irmão de Hassan; no entanto, Amir não se dá conta de sua relação até muito depois em sua vida. Hassan nunca se dá conta do relacionamento.
- Hassan — amigo de infância de Amir, embora Amir nunca tenha explicitamente admitido isso. Ele é descrito como tendo cara de boneca chinesa, olhos verdes e lábio leporino. Hassan é primeiro tido como o filho de Ali (empregado de Baba e seu inexplicável amigo de infância) e Sanaubar; mais tarde na história, é revelado que Hassan é o filho ilegítimo de Baba e Sanaubar. Hassan morreu sem jamais saber a verdade de sua paternidade. Hassan sempre foi leal a Amir.
- Assef — um sadista e um adolescente sociopático da vizinha de Amir em Cabul, antagonista. Quando adolescente, ele violenta Hassan. Quando adulto, seguidamente violenta e abusa do filho de Hassan, Sohrab, e várias outras jovens crianças de ambos os sexos. Assef é o filho de uma mãe alemã e um pai afegão. Ele é simpatizante do nazismo e tem ódio de hazaras, dando um livro sobre seu ‘ídolo’ Adolf Hitler (tudo indica que o livro era o Mein Kampf) para Amir por seu aniversário de treze anos. Muitos anos depois, ele se torna verdugo e pedófilo, quando é parte do Talibã.

- Baba — O pai de Amir e Hassan. Nasceu em 1933 (quando o rei afegão começa seu reinado de 40 anos). Ele é descrito como grande, forte, que parece saudável, com cabelo e barba castanhos. Baba é retratado medindo 1,96m de altura. Ele adora jogar com sua turma (quando tinha uma casa grande e muitos amigos em Cabul), e é conhecido por sua força (Dizem que lutou contra um urso negro e ganhou a luta, quando era jovem). Baba é um homem de negócios bem-sucedido e um cara benevolente na comunidade, construindo um orfanato e ajudando muitas outras pessoas a estabelecer seus negócios. No livro, Baba parece ser um pouco decepcionado em relação a seu filho Amir, com quem tem o desejo que Amir seja um homem como ele (mas seu filho só lê livros e não faz nada quando os valentões o combatem). Depois de deixar o Afeganistão para ir à América, ele envelhece rapidamente e morre aos cinquenta e três, em 1987, de câncer. Ele vive tempo o bastante, assim, vê seu filho Amir se casar com uma jovem mulher afegã chamada Soraya. Muitas pessoas vão ao seu funeral.
- Ali — empregado de Baba e seu inexplicável amigo de infância. No início, ele é tido como o pai de Hassan. Antes dos acontecimentos do romance, ele tem paralisia infantil, que deixa sua perna direita inútil. Por causa disso, Ali foi constantemente atormentado pelas crianças na cidade. Ele foi morto numa mina terrestre depois que Baba e Amir saíram do Afeganistão.
- Rahim Khan — sócio de negócios de Baba e seu melhor amigo no Afeganistão. Mais tarde, ele foi a pessoa que contou a Amir sobre o verdadeiro pai de Hassan. Amir gostava dele quando criança, e Rahim Khan é também a pessoa que convidou Amir a voltar para o Paquistão para ir buscar Sohrab. Depois, Rahim Khan viaja sozinho, deixando uma carta para Amir contando-lhe para não ir atrás dele. Ele morre tranquilamente sabendo que, de forma sucedida, fez de Amir o homem que Baba queria que fosse.
- Soraya — uma mulher afegã que mora em Fremont, Califórnia. Ela se casa com Amir. Soraya deseja se tornar professora. Antes de se casar com Amir, ela fugiu com um namorado afegão na Virgínia, que, de acordo com a tradição afegã, fez dela imprópria para casamento. Pelo fato de Amir ter seus próprios erros, ele a amou e casou-se com ela. Soraya desesperadamente tenta ter filhos, mas não pode conceber uma criança, por causa de ‘Infertilidade Inexplicada’.
- Sohrab — filho de Hassan, traumatizado e seguidamente estuprado por Assef; Mais tarde na vida, Rahim Khan contata Amir numa tentativa de fazê-lo voltar ao Afeganistão para encontrar Sohrab. No fim, ele é adotado por Amir.
- Sanaubar — esposa de Ali que deu luz a Hassan como produto do romance com Baba. Assim, ela sai de casa para ir morar com um cigano. Ela pode ter se envolvido com um soldado afegão do exército que de forma nostálgica a descreve falando do seu “órgão sexual feminino adoçado” para Hassan; se isso é verdade ou se o soldado estava só tirando sarro do hazara, não é dito. Mais tarde, ela retorna a Hassan na sua maioridade para compensar o desprezo que tinha por ele quando este era criança, tornando-se uma avó para Sohrab que a apelidou de “Sasa”.
- Farid — motorista amargo que, no início, é abrasivo em relação a Amir, mas depois o protege. As duas filhas de Farid foram mortas numa mina terrestre anos atrás, um desastre no qual ele também perdeu alguns de seus dedos. Farid é o meio de transporte, informação e conhecimento de Amir, no atual Afeganistão em que este volta.

### Classificação
Vladimir Propp (1895 - 1970), acadêmico russo, é conhecido como um dos estudiosos da narratologia. Suas análises eram feitas a partir dos enredos dos contos populares, visando a identificação dos elementos mais simples, iniciais e essenciais da narrativa. No caso dos personagens, Propp identificou sete classes de acordo com suas funções dentro das histórias. A divisão foi feita segundo a esfera de ação de cada um:
1. O agressor: aquele que pratica o mal, as ações que causam prejuízos. No caso do Caçador de Pipas, Assef encaixa-se nesse papel.  Assef era vizinho de Amir, em Cabul.  Loiro de olhos azuis, o menino já era simpatizante do nazismo desde novo e odiava os hazaras (etnia de Hassan). No campeonato de pipas no qual Amir foi o vencedor, ele violentou Hassan.  Anos depois, repetiu a ação com o filho dele, Sohrab. Ele já havia se tornado um soldado do Talibã.
2. O doador: aquele que de alguma forma dá condições para que o herói consiga alcançar seu objetivo, seja em forma de presente ou conselho, antes que ele inicie o percurso. De acordo com o desenrolar da narrativa, podemos encontrar Rahim Khan nessa posição. Ele era sócio de negócios e melhor amigo de Baba, pai de Amir. Na infância de Amir, ele lhe dá um caderno em branco para que o menino começasse a escrever e documentar as suas histórias, passo importante para que Amir iniciasse sua vida como romancista. Rahim aparece depois na fase adulta. Ele conta sobre a esterilidade de Ali e revela a verdadeira paternidade de Hassan, filho biológico de Baba e seu meio irmão.
3. O adjuvante: aquele que ajuda diretamente o herói, que o auxilia durante a sua caminhada para que ele alcance seu objetivo. Soraya encaixa-se perfeitamente nessa esfera. Ela é uma mulher afegã que morava na Califórnia na mesma época em que Amir se mudou para lá e sempre sonhou em ser professora. Eles se casaram, mas não conseguiram ter filhos. Soraya ajuda Amir a trazer Sohrab para os Estados Unidos e consegue contatos para que eles possam adotar o menino. Ela ajuda Amir não só com a questão jurídica, mas o acompanha para que consiga se redimir da culpa e cumprir o seu papel de tio, após a morte de Hassan.
4. O objeto ou pessoa objetivo do herói: aquilo almejado pelo personagem durante o desenrolar do enredo. Podem considerados nesse caso, dois elementos: a adoção do Sohrab e libertação da culpa que Amir sente por 	sua omissão diante do que Assef fez com Hassan, seu melhor amigo e de não ter conseguido lidar com isso depois, afastando-o de si e do próprio pai.
5. O mandante: aquele que dá ordem, que comanda, permite ou impede. Podemos nomear novamente Rahim Khan nessa função. O pedido que faz a Amir para que vá atrás de Sohrab, no orfanato soa como um chamado, como uma ordem. Amir reluta no começo, se nega e demora a decidir a ir. Mas seus instintos de tio falam mais alto e ele segue sua jornada em busca do sobrinho.
6. O herói: que pode ser chamado de personagem principal, protagonista. Ao longo da história, não se pode negar o destaque de Amir. Desde o começo trata-se dele. É sobre o campeonato de pipas do qual ele participa. É sobre o melhor amigo dele ser o melhor caçador. É sobre a sua atitude perante a necessidade de ajuda desse amigo e de sua culpa por não tê-lo feito. E depois, sobre como conseguiu, ou tentou se redimir, mesmo após a morte dele.
7. O falso herói: aquele que quer ganhar destaque na trama, tem falsas pretensões e é desmascarado. Não há no enredo de O Caçador de Pipas um personagem específico que simbolize essa esfera.

## Importância literária e crítica
- O caçador de pipas foi escolhido por diversas comunidades e organizações[carece de fontes?] como uma forma de discussão sobre as questões históricas e culturais presentes no romance.
- Tem mais de 8 milhões de cópias vendidas em todo o mundo, sendo mais de 1 milhão de cópias vendidas no Brasil.[14]
- Enfoca como principais temas, a visão política tomada pelos Afegãos e pelos Americanos, tendo o Americano o papel de Amir sendo o amigo que ao invés de defender apenas assiste a tudo ao que acontece ao seu meio-irmão Hassan, sendo violentado.[15]
- Não é muito relevante do ponto de vista literário, mas tornou-se fenômeno cultural na época de lançamento, principalmente por apresentar um Afeganistão bastante palatável ao público americano durante a guerra de seu país com o país asiático.